# Червона Орілька
Черво́на Орі́лька — село в Україні, в Царичанській селищній громаді Дніпровського району Дніпропетровської області. Населення за переписом 2001 року складало 56 осіб. 

## Географія
Село Червона Орілька знаходиться на лівому березі річки Заплавка, яка через 1,5 км впадає в річку Оріль, вище за течією на відстані 3 км розташоване село Михайлівка, на протилежному березі — село Заорілля. Річки в цьому місці звивисті, утворюють лимани, стариці й заболочені озера.

## Населення

### Мова
Розподіл населення за рідною мовою за даними перепису 2001 року:
| Мова       | Відсоток |
| ---------- | -------- |
| українська | 100 %    |

## Інтернет-посилання
- Погода в селі Червона Орілька [Архівовано 7 червня 2016 у Wayback Machine.]

1. ↑  Рідні мови в об'єднаних територіальних громадах України — Український центр суспільних даних